# PzH 2000自行榴彈砲
Panzerhaubitze 2000自行榴弹炮，簡稱PzH 2000自行榴弹炮，是一款由德國克勞斯-瑪菲·威格曼公司和萊茵金屬爲德國陸軍設計制造的自行火炮系統。是當今世界上最先進的火炮之一。它的一個特點就有擁有很高的射速，在急速射模式下，PzH 2000能在9秒鐘時間内發射3發炮彈，56秒内發射10發，在1分鐘之内連續的發射10－13發。
PzH 2000能夠自動支援最多5發同時彈著炮擊模式（Multiple Rounds Simultaneous Impact，MRSI）。它的彈藥再裝填是全自動，2名操作員可以在12分鐘內將60發容量的彈艙裝填完畢。PzH 2000的競爭對手XM2001自走炮因預算刪減而停產，便赢得了更多的北約國家訂單用以替換舊有的M109自走炮。

## 研发过程

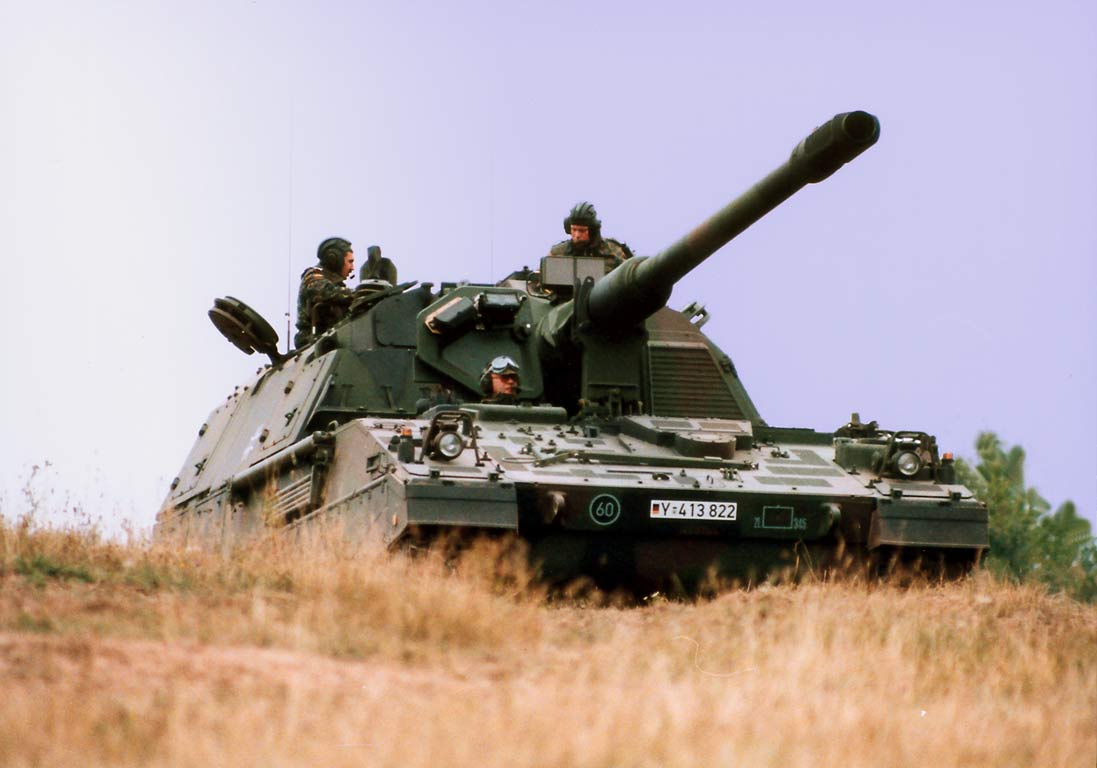
德國陸軍的 PzH 2000

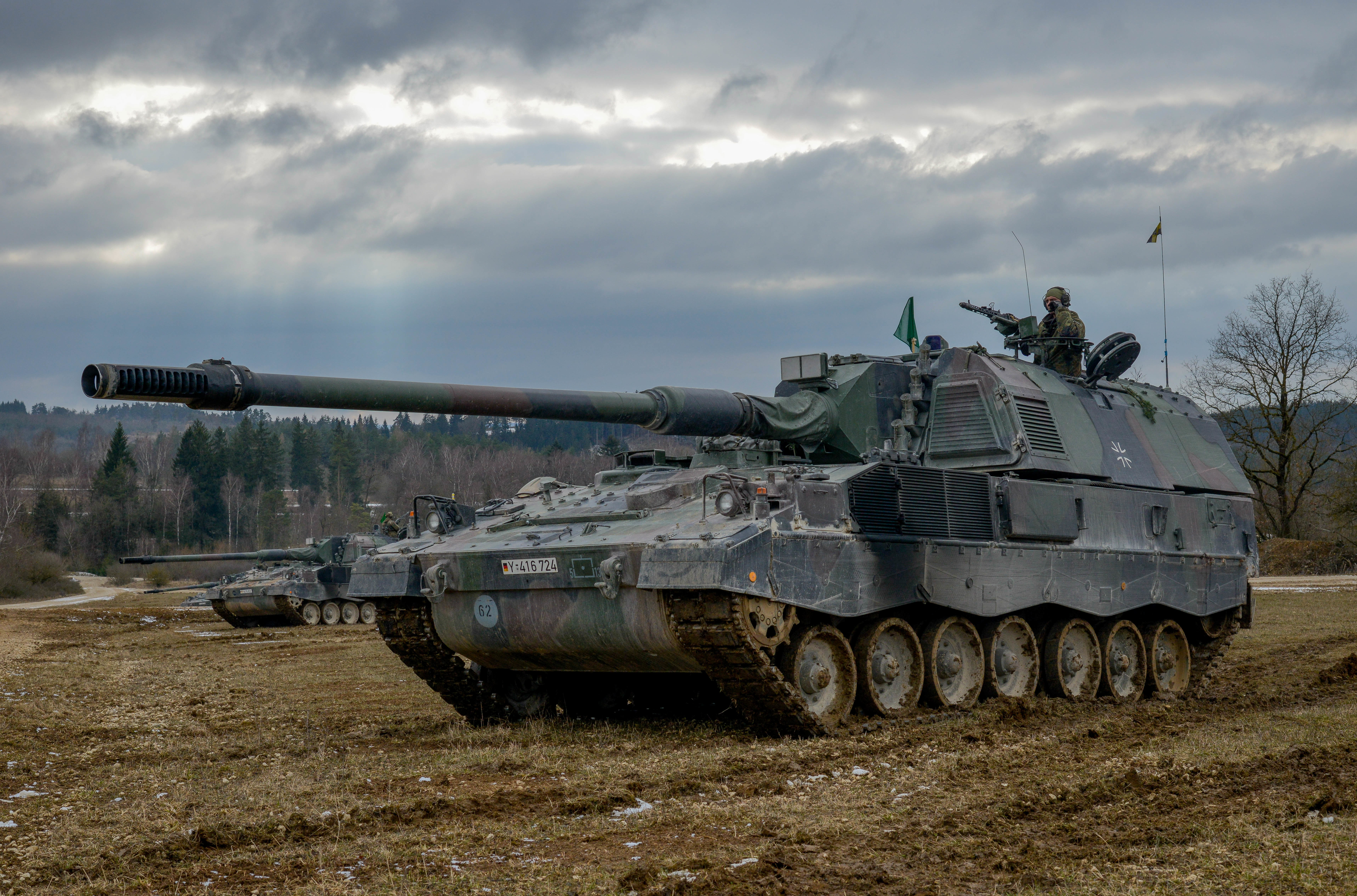
德國聯邦國防軍第10裝甲師的 PzH 2000

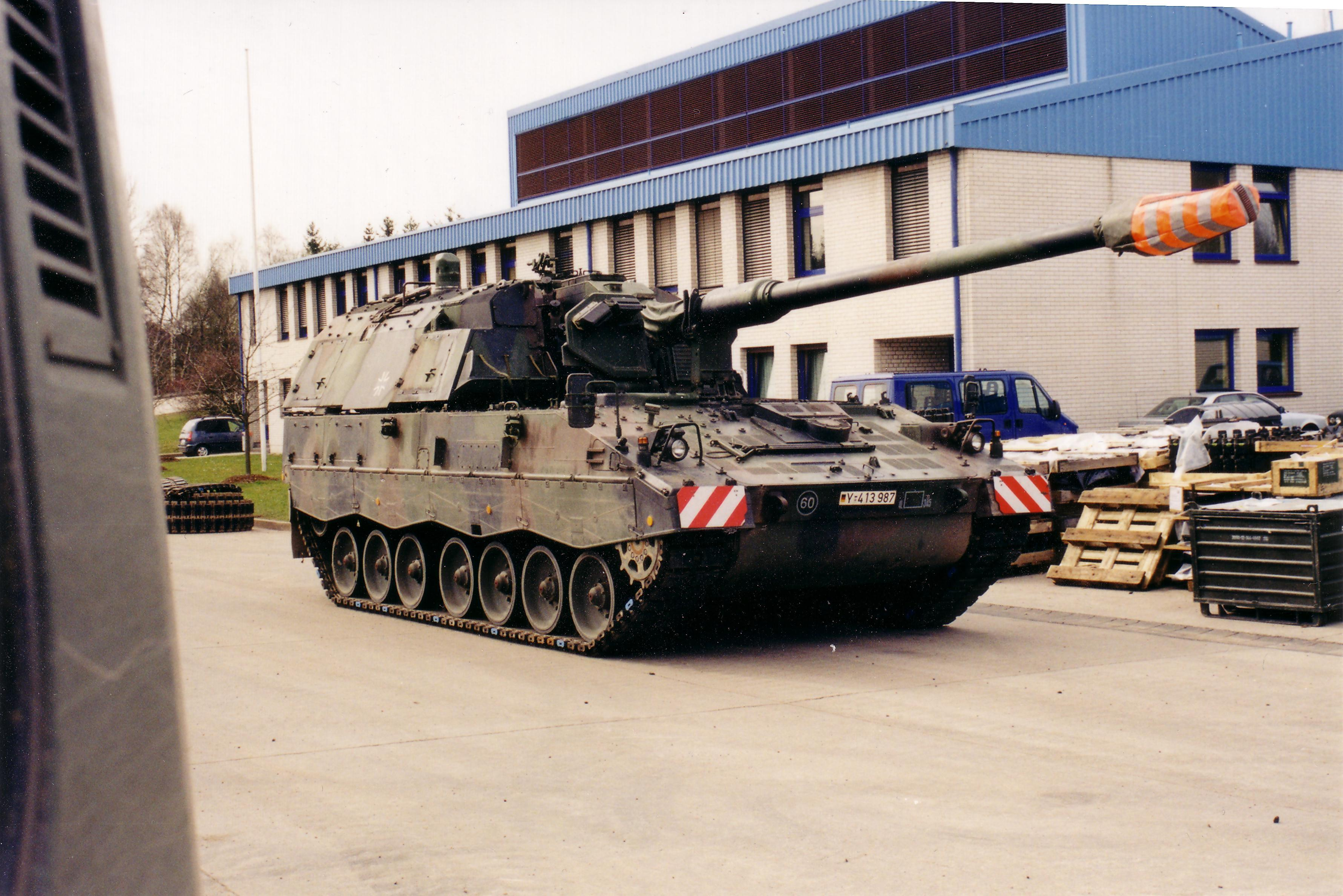
德國陸軍訓練用的 PzH 2000

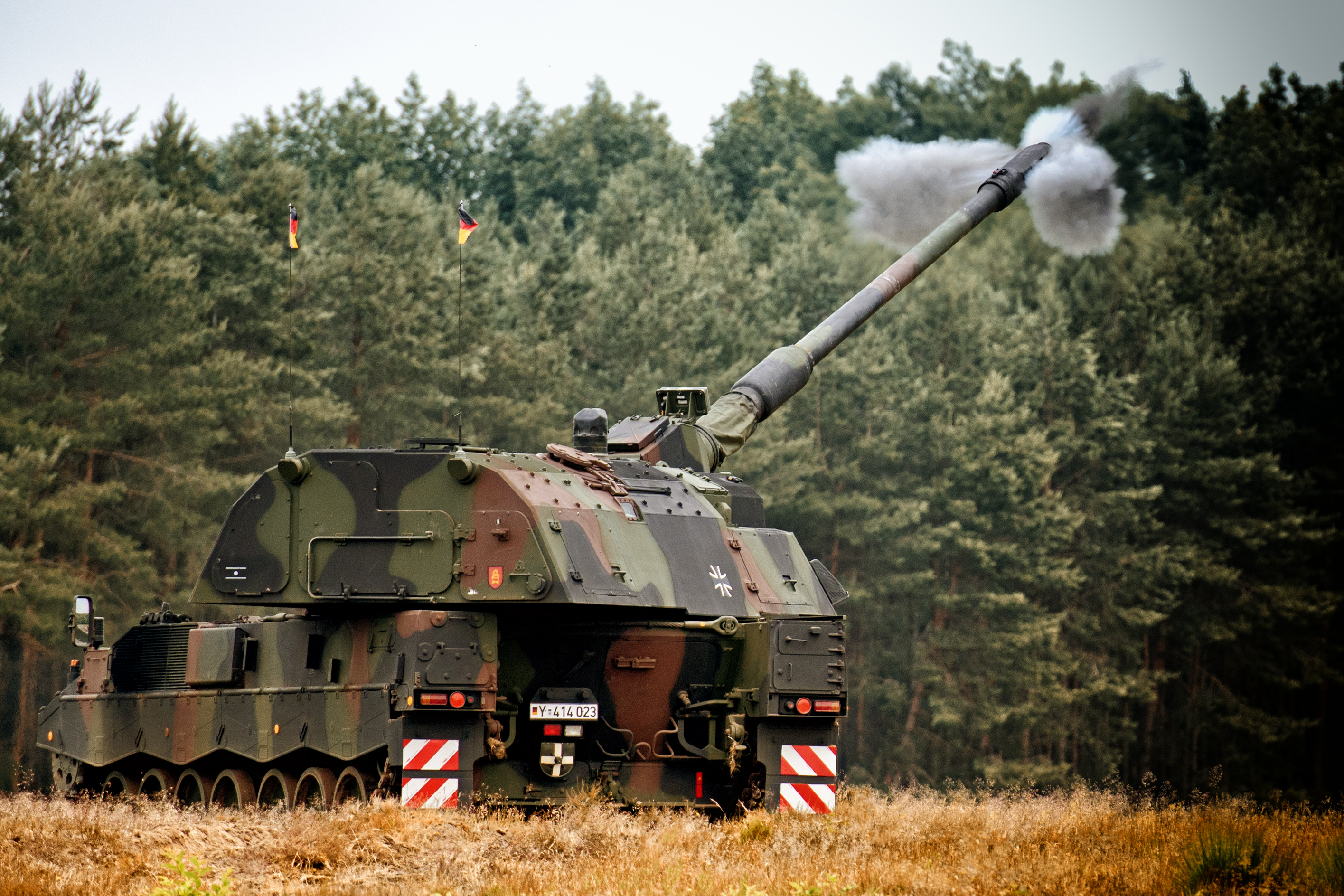
參與演習的訓練用的 PzH 2000

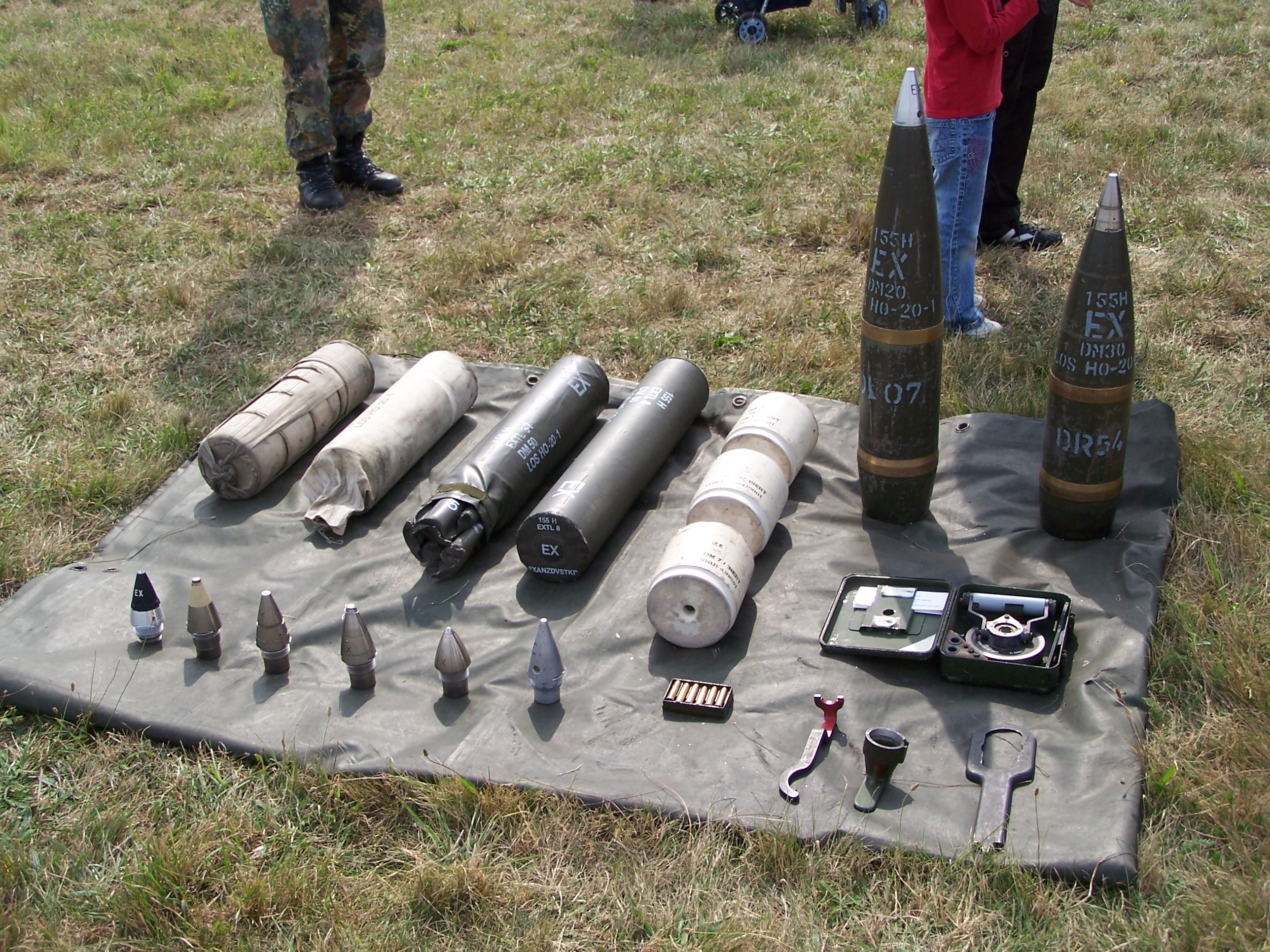
PzH 2000 使用的彈藥

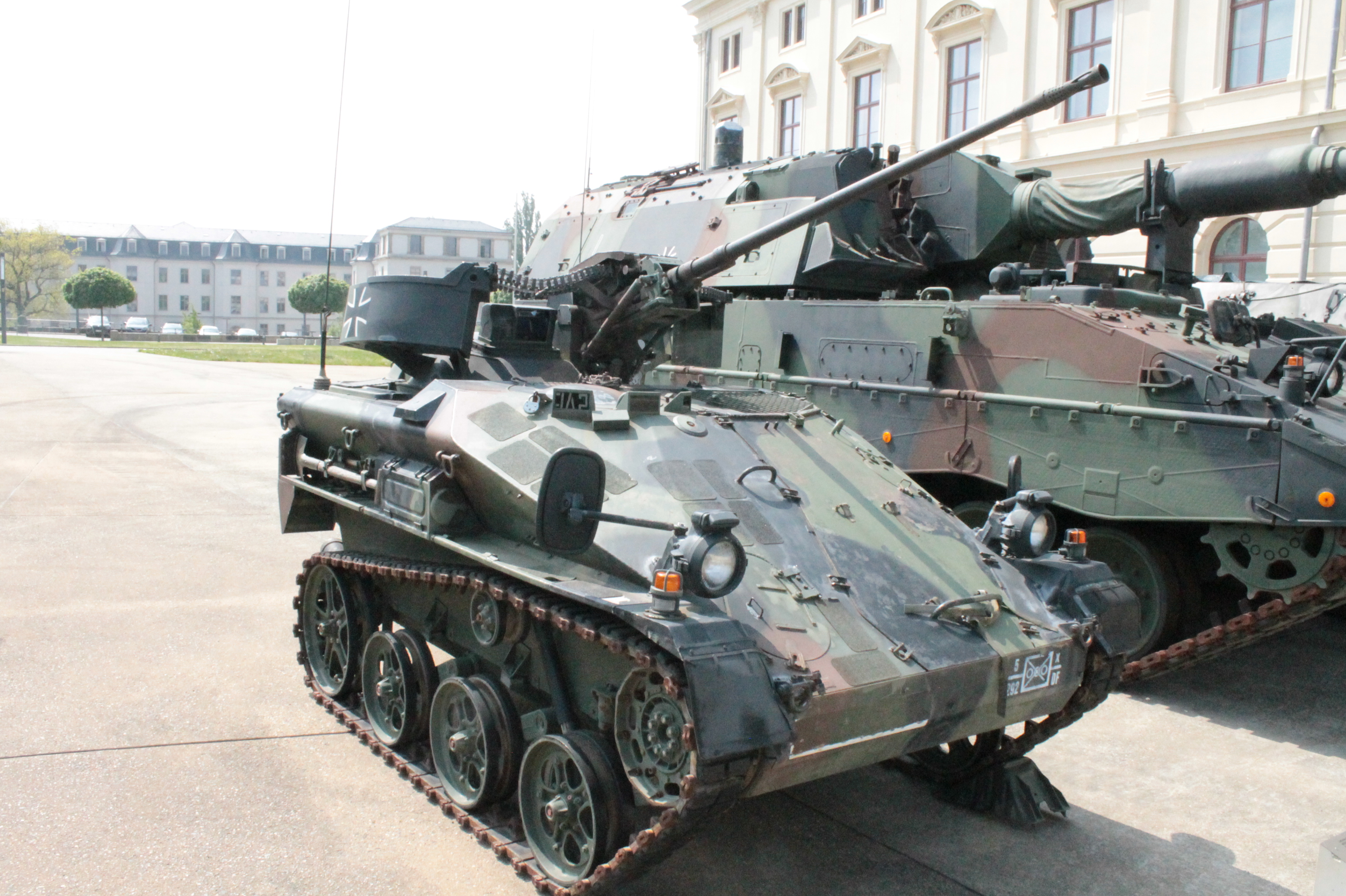
PzH 2000與鼬鼠裝甲車

德国在1980年代初期，同英国、意大利开始合作研制SP-70新型自走炮，用于取代先前各国使用的美製M-109自走砲。由于在发展上存在着分歧，计划在1986年底取消，各个国家自行发展。后英国陆军发展出AS-90型履带自走炮；意大利选用本国制造的「帕尔玛利」履带自走炮；德国则推进自己的PzH 2000 155毫米自走炮发展计划。
德国于1986年10月提出“2000年装甲榴弹炮（PzH 2000）”研究计划。1987年德国国防技术与采购署和两个竞标合作团队签订1.83亿德国马克的研究试制合同，分别研制火炮原型，展开研究计划的第一阶段开发。两个竞标合作团队分别为威格曼公司和Mak公司组成的研发团队和克劳斯玛菲公司/莱茵金属公司/KUAA公司组成的团队。德国陆军要求这种新式火炮发射增程弹时的最大有效射程40公里；采用当时先进的火控系统、导航系统和自动装弹机构，有较高的快速反应能力、独立作战能力和战场机动能力，能在核生化（NBC）环境和其它恶劣条件下有效地使用。
威格曼公司/Mak公司的研制工作从1987年10月开始，1990年进入全尺寸发展阶段。在1990年，德国陆军通过评估，选定威格曼公司/Mak公司组成的团队获胜。后参加研制的公司合并为克劳斯-玛菲·威格曼公司（KMW）。
德国陆军与威格曼公司展开研究计划的第二阶段开发，进一步签订2.1亿德国马克合同，试制4门样炮进行试验。在1991年，威格曼公司制造4门火炮原型，交付给德国陆军开始为期四年的全面测试。直到1995年10月，在火炮各系统测试方面：德国陆军对火炮的操作、射击、自动化、防电磁脉冲攻击、导航、核生化（NBC）防护与消防等项目进行了苛刻的测试；在环境和气候适应测试方面：据称，冬天选择加拿大的寒带地区进行测试，而夏天选择位于也门赤道附近的热带地区测试，考验PzH 2000对极端气候的适应力；在机动和可靠性测试方面：测试用样炮在各种地形总共行驶了20,000公里的路程，包括不间断远距离阵地转移；在火炮实战性能测试方面：共用样炮试射了8,200发炮弹。还包括进行机动作战能力测试，其中不间断进行125公里阵地转移，进行7项射击科目并试射300发炮弹。
1996年，德国陆军正式宣布PzH 2000成功通过各项测试并开始量产，并授予KMW公司一份合同用于生产185门PzH 2000 155毫米自行履带榴弹炮。主要子承包商莱茵金属公司生产交付所有的自行火炮底盘。1998年7月1日，KMW公司正式批量生产的第1门自行火炮准时交付给德国陆军。2000年12月18日，PzH 2000火炮发展迎来重要时刻，KMW公司向德国陆军交付第100门火炮。全部交付在2002年完成。据估计德国陆军需求总数被期望达到450门左右。
从1986年中开始研发到1996年正式生产，研制PzH 2000 155毫米自行履带式榴弹炮花费差不多10年时间，历经测评选型和苛刻测试等诸多环节，使PzH 2000具有高可靠性、高可用性和高操作性，德国陆军对接收的这种自行火炮非常满意。同时，也使许多北约国家的注意力集中在KMW公司为德国陆军精心打造的PzH 2000火炮上来，这中间包括当初SP-70计划的合作方之一意大利。

## 实战记录与改进

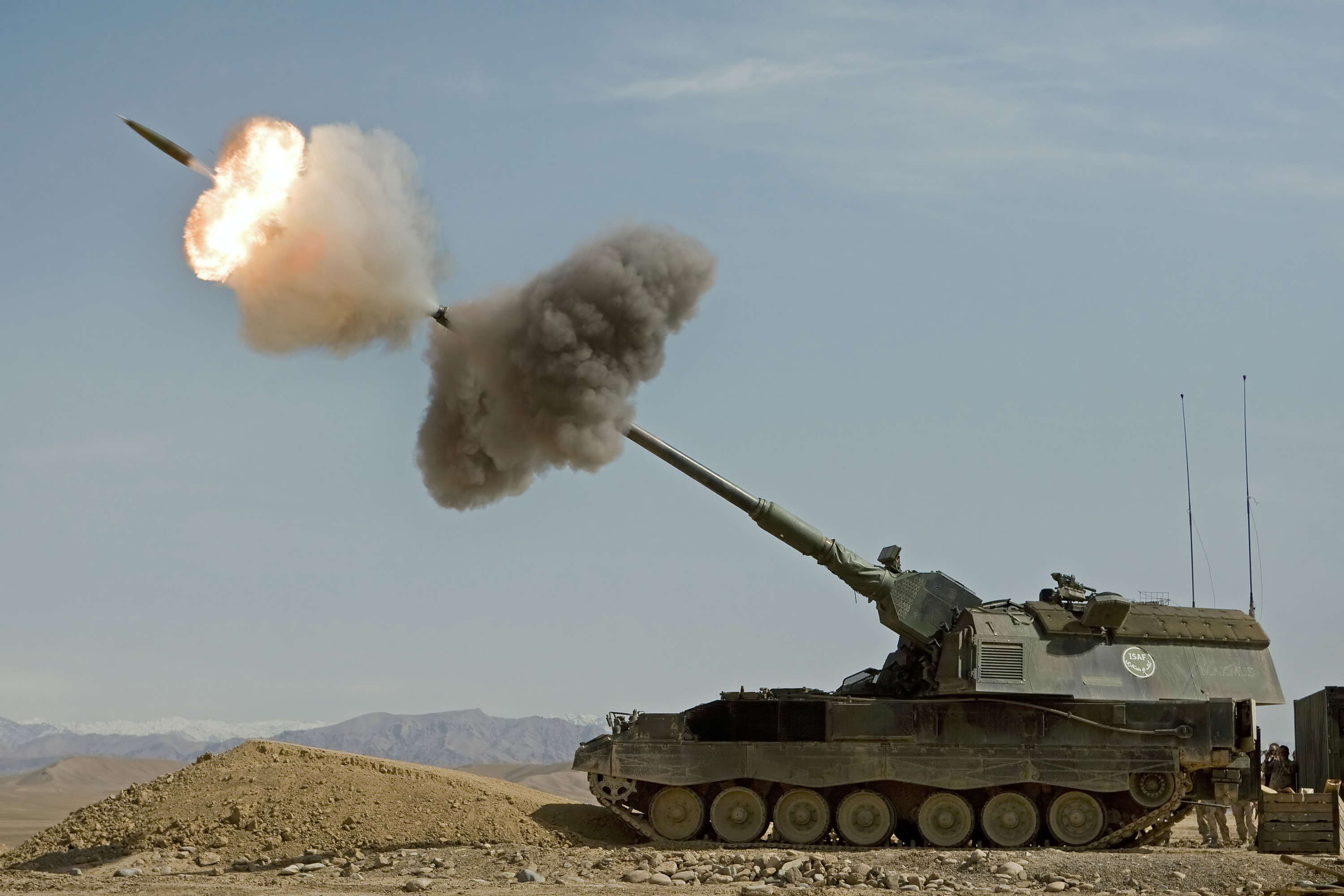
在阿富汗坎大哈省对塔利班發動攻擊的荷蘭皇家陸軍PzH 2000

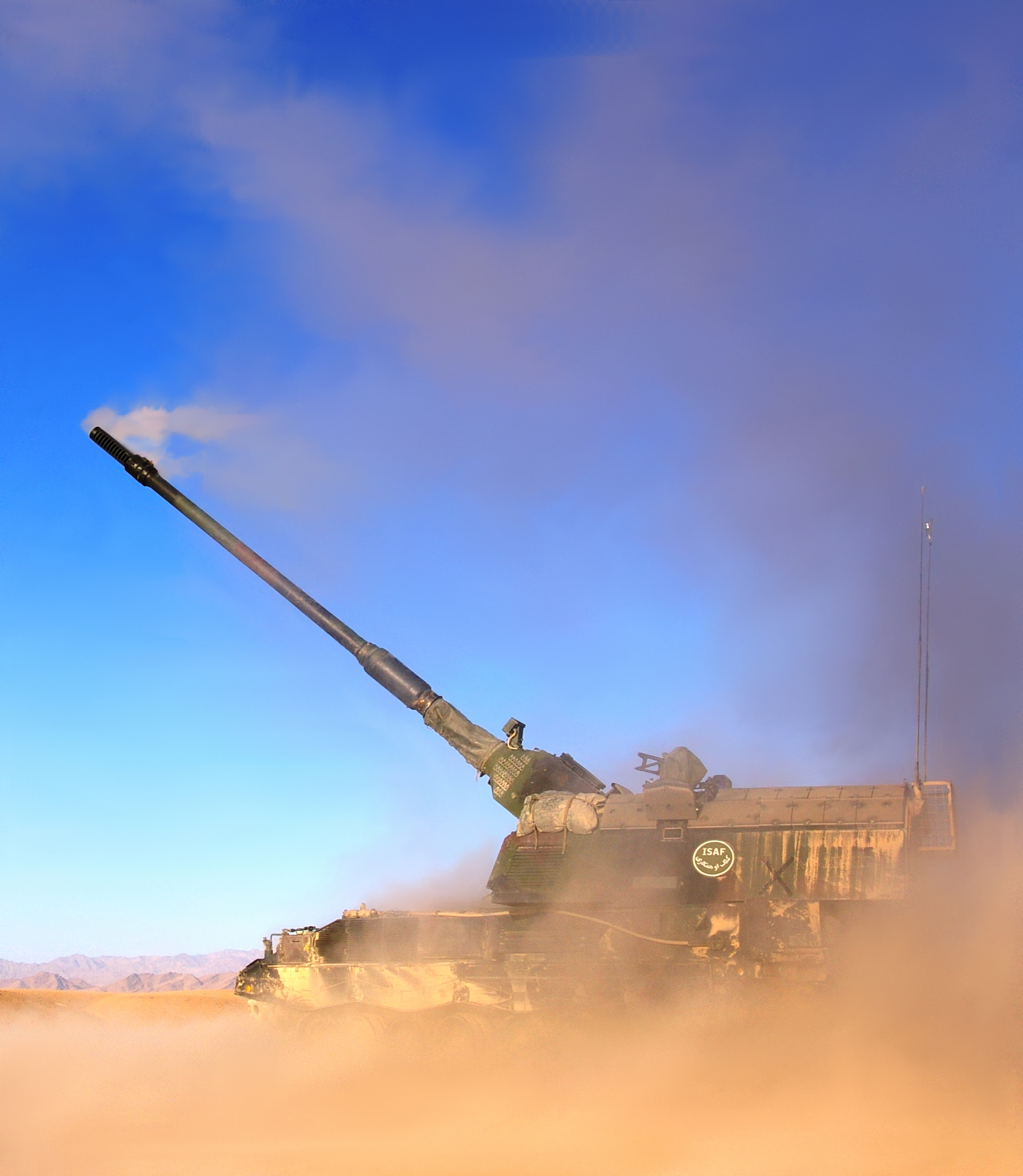
參與阿富汗烏魯茲甘省喬拉之戰的荷蘭皇家陸軍PzH 2000，攝於2007年1月16日

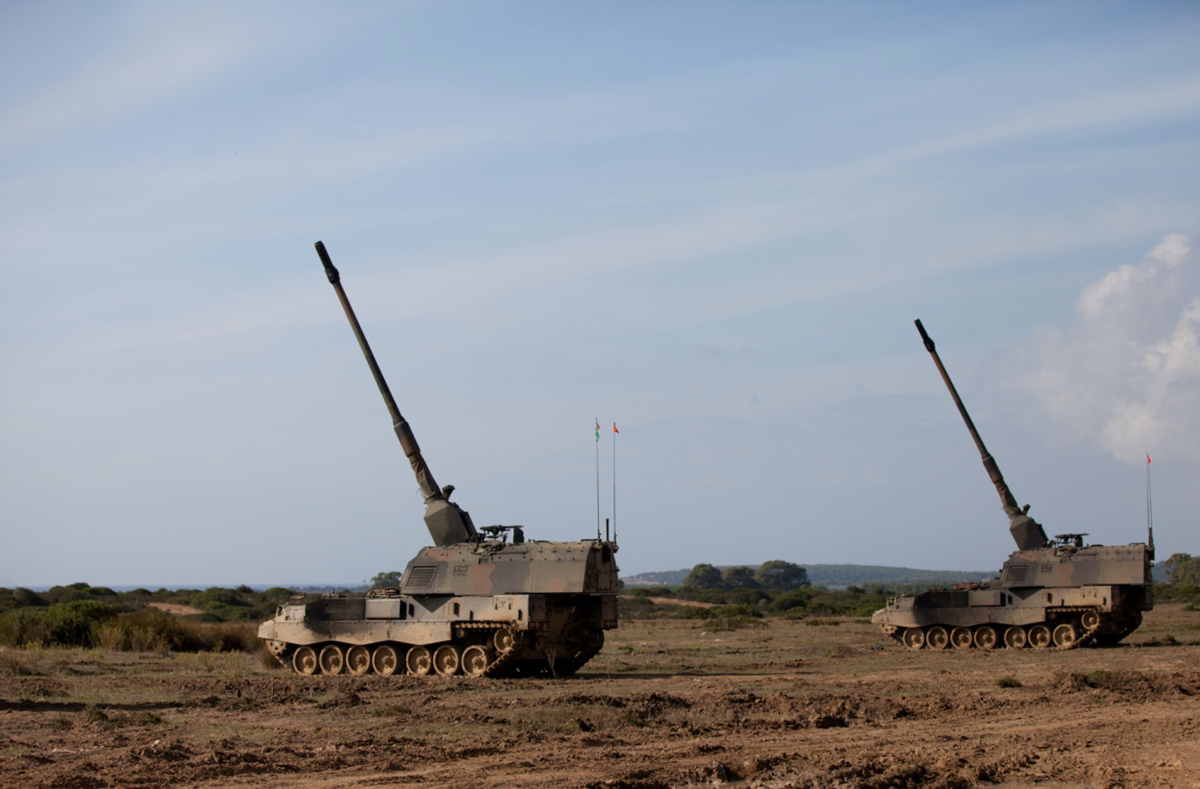
在阿富汗作戰的義大利地面部隊PzH 2000，攝於2020年

PzH 2000 第一次被用于实战是2006年8月装备于荷兰皇家陆军参加了在阿富汗坎大哈省的针对塔利班的代号为“美杜莎”的军事行动。PzH2000也被时常用于支援驻阿富汗联军在乌鲁兹甘省的作战行动。在发生乌鲁兹甘省的乔拉之战中的广泛使用为PzH 2000赢得了“联军长臂”（the long arm of ISAF）的稱号。
不过，PzH 2000的核生化防護系統（NBC system）是基于欧洲的环境而设计的，荷兰陆军批评这套系统难以适应空气灰尘环境更恶劣的阿富汗。PzH 2000也被改进加装额外的装甲防护用于防御迫击炮的袭击。另外还有一些使用中发生的问题，包括诸如：发射状态外需要保存在避荫处、對低品質道路所造成的损害、射擊前需對冷机状态下炮管用加热器加热。
2022年6月21日，12輛PzH2000部署到烏克蘭；7輛來自德國，5輛來自荷蘭。經過幾週的密集使用，這些自走砲需要維修，根據萊茵金屬執行長的說法，PzH2000砲管的預期使用壽命約為4,500次射擊。但PzH 2000的砲管在烏克蘭的射擊次數高達 20,000 發。德國聯邦國防軍將提供備用零件，並由立陶宛的修理廠修復這些自走砲。
俄羅斯國家通訊社報道稱，一輛PzH 2000於2022年10月30日在赫爾松州被俄羅斯軍隊摧毀。情報網站Oryx報道了一輛目視確認受損的PzH 2000。
由於戰場上的砲火強度，立陶宛承諾修復12門榴彈砲，到2022年12月完成6輛的維修工作。此時，雖然派往烏克蘭的PzH 2000數量增加到22輛；14輛來自德國，8輛來自荷蘭。但直到2023年2月，又有15門榴彈砲在等待修理。
同時，因為PzH 2000的重量因素。其經常被泥漿卡住无法移动。儘管PzH 2000在電子瞄準系統、自動裝載功能和更安全的防護方面都優於蘇聯製造的2S7自走炮，但由於2S7擁有金屬爪狀履帶，使其在泥濘條件下表現更好，而PzH 2000的橡膠履帶更適合平坦、堅硬的表面。另外PzH 2000的電子零件对水非常敏感，當暴露在潮濕的環境和污垢中時，其敏感的電子設備就會失靈，因此需要经常维护。士兵們進車時必須穿上特製的靴子或拖鞋，以免留下泥濘，每輛車也都配備了清潔用的吸塵器。
雖然PzH 2000在火力和防護層面全面超越烏俄戰場上的蘇製火砲。然而因為其數量太少及其設計不能很好適應東歐地區，使烏克蘭始終無法讓PzH 2000保持一定數量在戰場上。雖然使PzH 2000不致有重大損失，但也無法帶給烏克蘭在戰場上的火力優勢。

## 性能數據

### 尺寸重量
- 乘员： 5人（车长、驾驶员、炮长、2名装填手）
- 车长： 11.7（38英尺）
- 车宽： 3.6（12英尺）
- 车高： 3.1（10英尺）
- 单车造价： 445万美元
- 战斗全重： 55.3吨

### 武装
- 主武器：莱茵金属155毫米52倍徑榴彈炮
- 射速：3发/10秒、8发/分、20发/3分 
  - 射程（火炮）：40公里（25英里）、56公里（34英里）装载火箭助推榴弹
- 弹容量：60 发
- 副武器 莱茵金属MG3—7.62×51毫米同轴机枪

### 机动性
- 引擎： MTU 881 Ka-500
  - 马力： 986匹馬力 (736千瓦)
  - 马力重量比： 17.83馬力/噸
- 极速
  - 路面： 60公里/時 (37英里/時)
  - 非路面： 45公里/時 (28英里/時)
- 航程： 420公里 (261 英里)
- 油耗： 240 公升/100公里

## 使用國
- 德国：149輛，另31輛封存預留改裝為AGM(Artillery Gun Module)或出售。
- ：15 台訂購中2015年交貨開始，包含後勤設備共4千萬歐元。[7] [8][9]
- 希腊：24台。
- 義大利：68台，2台實驗車退役。
- 立陶宛：21台 2019前交貨。[10]
- 荷蘭：18台，其中6台後備，12台服役。
- ：24台訂購中[11] ，2015年交貨開始[12]。
- 乌克兰：烏克蘭預計花費17億美元購買100輛PzH 2000自行火炮，預計2024全數到貨；2022年俄罗斯入侵乌克兰时期德国、義大利和荷蘭向乌克兰合計交付28辆，2024年2月德國宣布將再交付18輛[13]。

### 評估中的使用國
- 瑞典
- 匈牙利－預計採購24輛PzH 2000自走砲。